# Spes FC
Spes FC – włoski klub piłkarski, mający swoją siedzibę w mieście Genua na północy kraju.

## Historia
Chronologia nazw:
- 1913: Spes Football Club
- 1928: Spes Gruppo Aziende Bensa
- 1929: Spes Football Club
- 1931: klub rozwiązano

Piłkarski klub Spes został założony w miejscowości Genua w 1913 roku. W 1919 zespół najpierw wygrał eliminacje lokalne i w sezonie 1919/20 debiutował w Prima Categoria, zajmując ostatnie 6.miejsce w Sezione ligure. W następnym sezonie znów był na szóstej pozycji w Prima Categoria – Sezione ligure. W sezonie 1921/22 zespół ponownie startował w grupie eliminacyjnej Prima Categoria. Zajął końcowe 5.miejsce, a potem po kompromisie Colombo został oddelegowany do Seconda Divisione. W 1923 był trzecim w grupie, ale po zakończeniu sezonu 1923/24, w którym zajął 7.miejsce w grupie B Seconda Divisione Nord, spadł do Terza Divisione Ligure. W 1926 po reorganizacji systemu lig i wprowadzeniu najwyższej klasy, zwanej Divisione Nazionale klub został oddelegowany do IV ligi, która nazywała się Terza Divisione. W 1928 zmienił nazwę na Spes Gruppo Aziende Bensa i startował w Seconda Divisione Nord. W 1929 została organizowana Serie A i po kolejnej reorganizacji klub z historyczną nazwą Spes FC został oddelegowany do Serie D, która do 1935 zwana była Seconda Divisione.
W 1931 klub postanowił opuścić fuzję i rozpoczął występy jako Associazione Calcio Sampierdarenese w grupie D Prima Divisione. Rozgrywki sezonu 1929/30 zakończył na 11.pozycji w grupie A Seconda Divisione Nord. W przyszłym sezonie Seconda Divisione stała się ligą regionalną. W sezonie 1930/31 klub został wyłączony z mistrzostw Second Division przez nieuregulowanie finansowe z Direttorio Regionale Ligure, a następnie został rozwiązany.

## Sukcesy

### Trofea międzynarodowe
Nie uczestniczył w rozgrywkach europejskich (stan na 31-12-2016).

### Trofea krajowe
| \| \| Zdobyte trofea w rozgrywkach Włoch (stan na: 31-05-2017) \| |                                                          |      |                          |
| Rozgrywki                                                         | Osiągnięcie                                              | Razy | Sezon(y)                 |
| · Mistrzostwo                                                     | I miejsce                                                | 0    |                          |
| · Mistrzostwo                                                     | II miejsce                                               | 0    |                          |
| · Mistrzostwo                                                     | III miejsce                                              | 0    |                          |
| · Mistrzostwo                                                     | 5.miejsce                                                | 1    | 1921/22 (Sezione ligure) |
| · Puchar                                                          | zdobywca                                                 | 0    |                          |
| · Puchar                                                          | finalista                                                | 0    |                          |
| · Puchar                                                          | 2.runda (1/64 finału)                                    | 1    | 1926/27                  |
| II liga                                                           | I miejsce                                                | 0    |                          |
| II liga                                                           | II miejsce                                               | 0    |                          |
| II liga                                                           | III miejsce                                              | 1    | 1922/23 (grupa A)        |
| Włochy                                                            | Zdobyte trofea w rozgrywkach Włoch (stan na: 31-05-2017) |      |                          |

## Stadion
Klub początkowo rozgrywał swoje mecze domowe na boisku w dzielnicy Genui San Gottardo, a później na tzw. Piazza d’Armi, gdzie aktualnie znajduje się Plac Zwycięstwa w Genui.